# Mieczysław Gronowski
Mieczysław Gronowski (ur. ?, zm. 8 lutego 1949 w Warszawie) – polski inżynier, urzędnik kolejowy i wykładowca akademicki.

## Życiorys
Ukończył studia z tytułem inżyniera komunikacji. Swoją karierę zawodową poświęcił kolejnictwu, m.in. pełniąc funkcję naczelnika wydziału w Departamencie Eksploatacyjnym Ministerstwa Komunikacji (1927–1928), dyrektora DOKP w Krakowie (1929–1930), dyr. Departamentu Ruchu Kolejowego MK (1930–1934), prowadzącego wykłady z podstaw kolejnictwa na Politechnice Warszawskiej (1936/1937), dyr. DOKP w Olsztynie (1945) i kier. Katedry Eksploatacji Kolejowej na Politechnice Krakowskiej z tytułem prof. kontraktowego/prof. inż. (1946). Pochowany na cmentarzu Powązkowskim w Warszawie, kwatera 239, rząd 6, miejsce 9.